# Жунио
Жунио Рикардо да Роша (род. 27 февраля 1997, Байшу-Гуанду, Эспириту-Санту) — бразильский футболист.

## Клубная карьера
Начал профессиональную карьеру в бразильском «Понте-Прета». 30 марта 2016 перешёл в другой бразильский клуб — «Интернасьонал». Был отдан в аренду дважды: первый раз в «Сампайо Корреа» (аренда согласована 1 января 2018), второй раз — в «Риу Аве» (июль 2018). Летом 2019 окончательно перешёл в португальский клуб.
Закрепиться в клубе у бразильца не вышло, поэтому летом 2022 с окончанием контракта стал свободным агентом. На момент 23 марта 2025 года — все еще свободный агент.